# Равшанов, Бахрам
Бахрам Равшанов (15 сентября 1922 — 31 января 1988) — участник Великой Отечественной войны и полный кавалер ордена Славы.

## Биография
Родился 15 сентября 1922 года в селе Бакчакалон ныне Хатырчинского тумана Навоийского вилоята в семье крестьянина. Узбек. Окончил 8 классов. Работал в совхозе.
В ноябре 1940 года был призван в Красную Армию. Служил в пехоте, как отличник военной подготовки был направлен на учебу в Харьковское военное пехотное училище. Курсантом встретил начало Великой Отечественной войны. В июне 1941 года вместе с училищем был эвакуирован на восток, в родной Узбекистан, в город Наманган. С первых дней, как и многие курсанты, добивался отправки на фронт. Только летом 1942 года с маршевой ротой, так и не закончив учебу, был направлен в действующую армию.
На фронте с августа 1942 года. Воевал в пехоте, на Волховском, Ленинградском и 2-м Белорусском фронтах. Был трижды ранен. К началу 1944 года сержант Равшанов был автоматчиком 340-го стрелкового полка 46-й стрелковой дивизии.
2-3 февраля 1944 года в боях за населенный пункт Лог (Ленинградская область) сержант Равшанов первым ворвался в дом, занятый противником, и уничтожил 9 гитлеровцев. Приказом от 19 февраля 1944 года сержант Бахрам Равшанов награжден орденом Славы 3-й степени (№ 926).
18 сентября 1944 года в бою в районе населенного пункта Волди (Эстония) сержант Равшанов, командуя отделением, истребил до взвода солдат противника и 3 взял в плен. Приказом от 2 октября 1944 года сержант Бахрам Равшанов награжден орденом Славы 2-й степени.
20 февраля 1945 года старший сержант Равшанов, находясь в разведке, установил расположение сил противника у населенного пункта Леснян (9 км юго-восточнее города Скурц, Польша). 21 февраля при овладении населенным пунктом Леснян действовал с танками, указывая им огневые точки. Доставляя донесение в штаб дивизии, уничтожил 3 гитлеровцев, а 1 взял в плен.
Указом Президиума Верховного Совета СССР от 29 июня 1945 года за исключительное мужество, отвагу и бесстрашие, проявленные на заключительном этапе Великой Отечественной войны в боях с гитлеровскими захватчиками, старший сержант Бахрам Равшанов награждён орденом Славы 1-й степени (№ 1408). Стал полным кавалером ордена Славы.
В 1945 году был демобилизован. Жил в городе Навои. Работал слесарем-монтажником треста «Югпроммонтаж». Скончался 31 января 1988 года. 󠅵

## Награды
- Орден Отечественной войны 1-й степени[1];
- Орден Славы 1-й степени (29 июня 1945 — № 1408)[1];
- Орден Славы 2-й степени (2 октября 1944 — № 7801)[1];
- Орден Славы 3-й степени (19 февраля 1944 — № 926)[1];
- Медаль «За отвагу»[1];
- также ряд прочих медалей[1].